# Gmina Jõhvi
Gmina Jõhvi (est. Jõhvi vald) – gmina wiejska w Estonii, w prowincji Virumaa Wschodnia.
W skład gminy wchodzą:
- 1 miasto: Jõhvi
- 1 okręg miejski: Tammiku
- 11 wsi: Edise, Jõhvi, Kahula, Kose, Kotinuka, Linna, Pajualuse, Pargitaguse, Pauliku, Puru i Sompa

## Miasta partnerskie
- Norderstedt – miasto Norderstedt i gmina Jõhvi współpracują od 1989 r. Współpraca ta dotyczy edukacji, młodzieży i kultury. Kontakty są szerokie i obejmują między innymi współpracę między przedsiębiorstwami, udział w imprezach kulturalnych i wspólny rozwój szkolnictwa.
- Ogre – miasto Ogre i gmina Jõhvi współpracują od 2004 r. Współpraca ta dotyczy administracji publiczniej i rozwoju turystyki.
- Kerava – miasto Kerava i gmina Jõhvi współpracują od 1989 r. Współpraca ta dotyczy rozwoju małych i średnich przedsiębiorstw.
- Outokumpu – miasto Outokumpu i gmina Jõhvi współpracują od 1987 r. Współpraca ta dotyczy takiej dziedziny jak kultura i sztuka.
- Olecko – miasto Olecko i gmina Jõhvi współpracują od 2006 r. Współpraca ta dotyczy wymian kulturalnych, sportowych, naukowych, technicznych i zawodowych.
- Loimaa – miasto Loimaa i gmina Jõhvi współpracują od 1997 r. Współpraca ta dotyczy gospodarki miejskiej, kultury, edukacji i rozwoju młodzieży.
- Skien – miasto Skien i gmina Jõhvi współpracują od 2003 r. Współpraca ta dotyczy administracji publicznej, edukacji, pracy z młodzieżą i szerzenia kultury.
- Kingisepp – miasto Kingisepp  gmina Jõhvi współpracują od 1999 r. Współpraca ta dotyczy administracji publicznej, urbanistyki, gospodarki, turystyki, edukacji, kultury, sportu, pracy z młodzieżą i opieki zdrowotnej.

## Gminy partnerskie
- Gmina Strömsund – gmina Strömsund i gmina Jõhvi współpracują od 1993 r. Współpraca ta dotyczy takich dziedzin jak edukacja i ochrona ludności i polega na wzajemnej wymianie studentów i kadry nauczycielskiej.
- Gmina Ooststellingwerf – gmina Ooststellingwerf i gmina Jõhvi współpracują od 2001 r. Współpraca ta dotyczy zatrudnienia, tworzenia nowych miejsc pracy, walki z przestępczością i pracy z młodzieżą.
- Gmina Uddevalla – gmina Uddevalla i gmina Jõhvi współpracują od 1997 r. Współpraca ta dotyczy wymiany doświadczeń z zakresu administracji publicznej, urbanistyki, gospodarki, edukacji, kultury, pracy z młodzieżą, zapobiegania przestępczości.
- Gmina Thisted – gmina Thisted i gmina Jõhvi współpracują od 2000 r. Współpraca ta dotyczy administracji publicznej, edukacji, pracy z młodzieżą i szerzenia kultury.